# أمين أباد (كويرات)
أمین أباد (بالفارسية: امین‌آباد) هي قرية تقع في إيران في Kavirat Rural District.